# Region Ludów Etiopii Południowo-Zachodniej
Region Ludów Etiopii Południowo-Zachodniej (amh. የደቡብ ምዕራብ ኢትዮጵያ ህዝቦች ክልል) – jeden z regionów Etiopii. Utworzony 23 listopada 2021 po udanym referendum poprzez wydzielenie go z Regionu Narodów, Narodowości i Ludów Południa (SNNPR).
W skład regionu weszły strefy: Keffa, Szeka, Bench Szeka, Dawro i West Omo, a także woreda specjalna Konta.